# سینما قیام
سینما قیام (نام پیشین: سینما سینه‌موند) از سینماهای تهران بود. این سینما در سال ۱۳۴۵، توسط شرکت سهامی «پارامونت» و همزمان با سینما پارامونت تأسیس شد. این سینما دارای یک سالن با ظرفیت ۴۰۰ نفر و درجه ارزش‌گذاری ممتاز بود. این سینما خاص نمایش فیلم‌های کودک بود.
این سینما که در تقاطع خیابان طالقانی و خیابان ولیعصر قرار داشت در حال حاضر به تماشاخانه تهران تغییر کاربری داده است.